# Каватаси (Терамо)
Каватаси (итал. Cavatassi) је насеље у Италији у округу Терамо, региону Абруцо.
Према процени из 2011. у насељу је живело 114 становника. Насеље се налази на надморској висини од 101 м.